# Ludwik Sobolewski (działacz sportowy)

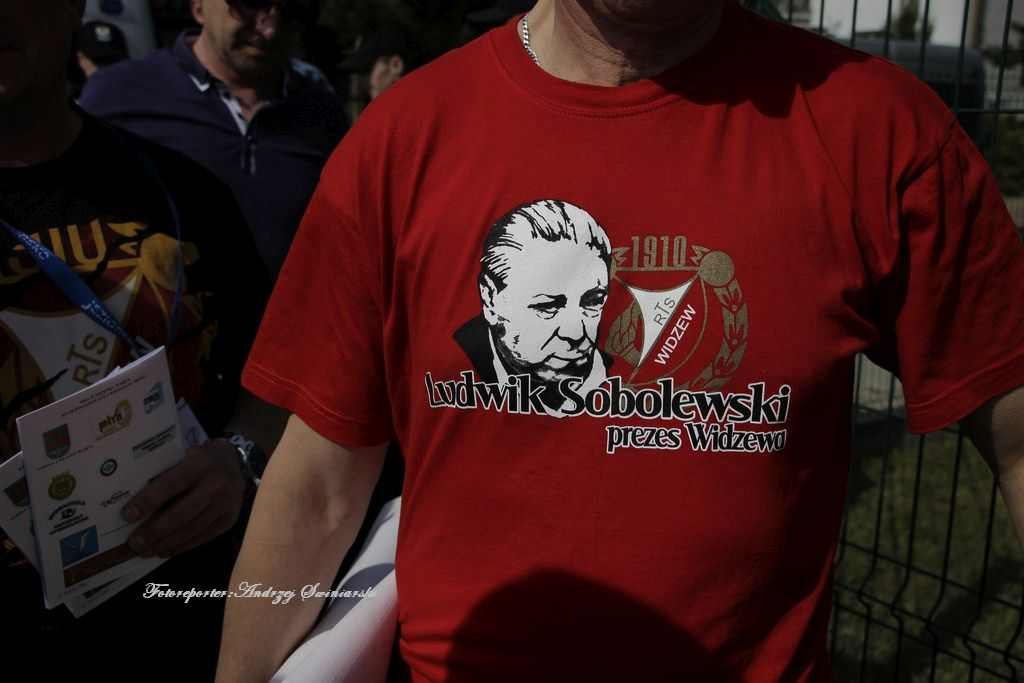
Wizerunek Ludwika Sobolewskiego na koszulce kibica Widzewa Łódź

Ludwik Wacław Sobolewski, ur. jako Ludwik Rozenbaum; również Lutek Rozenbaum (ur. 17 września 1925 w Warszawie, zm. 11 listopada 2008 w Łodzi) – polski działacz spółdzielczy i sportowy, prezes Widzewa Łódź w latach 1977–1987, 1992–1993 i 1998, żołnierz Armii Krajowej, w PRL kapitan Ministerstwa Bezpieczeństwa Publicznego.

## Życiorys

### Dzieciństwo i okres II wojny światowej
Dzieciństwo spędził w rodzinnej Warszawie, gdzie w 1939 roku ukończył szkołę powszechną i zdał do gimnazjum. Już w okresie okupacji niemieckiej (1940-1942) ukończył dwa lata gimnazjum na tajnych kompletach.
Od 1943 roku należał do podziemnej organizacji Armii Krajowej w Warszawie. W marcu 1944 r. znalazł się w oddziale partyzanckim „Wicher” (25p AK) i działał w okolicach Piotrkowa, Opoczna, Tomaszowa Mazowieckiego.

### Służba wojskowa
Po zakończeniu wojny, w czasach stalinizmu, członek formacji wojskowych Ministerstwa Bezpieczeństwa Publicznego Polskiej Rzeczypospolitej Ludowej, w randze kapitana, zajmujący następujące stanowiska:
- od 6 czerwca 1945 stanowisko Zastępcy Oficera Informacji w Oddziale Informacji 3 Specjalnego Pułku Korpusu Bezpieczeństwa Wewnętrznego;
- od 11 stycznia 1946 stanowisko Oficera Kontrwywiadu w Oddziale Kontrwywiadu Wojsk Bezpieczeństwa Wewnętrznego województwa łódzkiego;
- od 18 kwietnia 1946 stanowisko Oficera Informacji Kompanii Konwojowej w Oddziale Informacji Wojsk Bezpieczeństwa Wewnętrznego województwa łódzkiego;
- od 11 lutego 1947 stanowisko Starszego Oficera 4 Batalionu Ochrony w Oddziale Informacji Wojsk Bezpieczeństwa Wewnętrznego;
- od 19 lipca 1947 stanowisko Starszego Oficera Informacji w Zarządzie Informacji Korpusu Bezpieczeństwa Wewnętrznego;
- od 28 stycznia 1948 stanowisko Starszego Oficera Informacji w Oddziale II Zarządu Informacji Korpusu Bezpieczeństwa Wewnętrznego;
- od 31 grudnia 1948 stanowisko Starszego Oficera Informacji pełniącego obowiązki Zastępcy Szefa w Oddziale Informacji Brygady Korpusu Bezpieczeństwa Wewnętrznego w Rzeszowie;
- od 14 maja 1949 stanowisko Starszego Oficera Informacji w Oddziale I Zarząd Wojskowej Służby Wewnętrznej Korpusu Bezpieczeństwa Wewnętrznego i Wojsk Ochrony Pogranicza;
- od 15 lutego 1950 Zastępca Szefa w Wydziale Informacji 3 Brygady Korpusu Bezpieczeństwa Wewnętrznego w Lublinie;
- od 1 lipca 1952 do 3 kwietnia 1953 do dyspozycji szefa w Zarządzie Informacji Wojsk Wewnętrznych[1].

### Działalność spółdzielcza i sportowa
W późniejszym czasie rozpoczął pracę w Państwowym Przedsiębiorstwie Imprez Sportowych i ze względów rodzinnych przeniósł się do Łodzi. Pracował w spółdzielczości i w międzyczasie ukończył szkołę średnią ogólnokształcącą oraz 2-letnie studium organizacji i zarządzania.
Działalność sportową rozpoczął w SKS Start Łódź jako kierownik sekcji piłki nożnej (od 1968). W 1970 roku przeszedł do RTS Widzew pełniąc kolejno funkcje kierownika sekcji piłki nożnej, zastępcy prezesa klubu, a od 1977 r. prezesa RTS Widzew, którą to funkcję sprawował z pewnymi przerwami aż do 1987 roku.
Powrócił do Widzewa po zmianach politycznych w kraju, które wymusiły zmiany w sposobie funkcjonowania klubów sportowych. W Widzewie już w 1992 roku udało mu się powołać Spółkę Akcyjną pod nazwą SPN Widzew S.A., w której do połowy 1993 roku pełnił godność prezesa.
Okres jego pracy w Widzewie był czasem największych sukcesów łódzkiego klubu – Widzew awansował w tym czasie z trzeciej ligi do pierwszej, a następnie osiągnął sukcesy zarówno w Polsce (2-krotnie zdobył tytuł mistrza Polski oraz 5-krotnie tytuł wicemistrza Polski), jak i w europejskich pucharach, w których wyeliminował m.in. Manchester City, Manchester United, Liverpool, Juventus F.C., Rapid Wiedeń oraz awansował w 1983 roku do półfinału Pucharu Europy Mistrzów Krajowych.

## Życie prywatne
Był żonaty z Janiną. Zmarł 11 listopada 2008 roku po ciężkiej walce z chorobą nowotworową. Spoczął na katolickiej części cmentarza na Zarzewie w Łodzi.